# Tetramorium difficile
Tetramorium difficile är en myrart som beskrevs av Bolton 1977. Tetramorium difficile ingår i släktet Tetramorium och familjen myror. Inga underarter finns listade i Catalogue of Life.